# Alemu Bekele Gebre
Alemu Bekele, nascut com a Alemu Bekele Gebre, (Bekoji, Etiòpia, 23 de març de 1990) és un corredor de llarga distància etíop, nacionalitzat per Bahrain des del 2009, que competeix internacionalment per aquest país. Està especialitzat en els 5000 i els 10.000 metres.
Es va traslladar a Bahrain com a atleta, amb 19 anys, i va guanyar la medalla de bronze de 5000 m en el Campionat d'Àsia d'Atletisme 2011. Va aconseguir els 3000 metres de bronze en el Campionat d'Atletisme Interior asiàtic de 2012 abans de pujar al cim de la regió guanyant el títol de 10.000 m i plata de 5000 m en els Campionats d'Atletisme asiàtic de 2013.
El 2019 va guanyar la 41a edició de la Marató de Barcelona, establint un nou rècord en travessar la meta en 2 hores, 6 minuts i 4 segons, millorant la marca que va fer a l'edició de 2010, el kenià Jakson Kotut de 2 hores, 7 minuts i 30 segons.